# Prîbillea, Jîdaciv
Prîbillea (în ucraineană Прибілля) este un sat în comuna Deveatnîkî din raionul Jîdaciv, regiunea Liov, Ucraina.

## Demografie
Componența lingvistică a localității Prîbillea
     Ucraineană (99,32%)
     Alte limbi (0,68%)
Conform recensământului din 2001, majoritatea populației localității Prîbillea era vorbitoare de ucraineană (99,32%), existând în minoritate și vorbitori de alte limbi.